# Biskupie-Kolonia (gmina Wysokie)
Biskupie-Kolonia – kolonia w Polsce położona w województwie lubelskim, w powiecie lubelskim, w gminie Wysokie.
W latach 1975–1998 miejscowość należała administracyjnie do województwa zamojskiego.
Kolonia stanowi sołectwo gminy Wysokie. Według Narodowego Spisu Powszechnego z roku 2011 kolonia liczyła 79 mieszkańców.